# Régulier et séculier
 (novembre 2022).
Si vous disposez d'ouvrages ou d'articles de référence ou si vous connaissez des sites web de qualité traitant du thème abordé ici, merci de compléter l'article en donnant les références utiles à sa vérifiabilité et en les liant à la section « Notes et références ».
Les termes régulier et séculier opposent deux modes de statut sacerdotal, particulièrement dans l'Église catholique.

## Expression religieuse
- Séculier : qui vit dans le monde (le « siècle »).
  - Désigne le pouvoir temporel, la justice de l'État, qu'il faut distinguer du pouvoir spirituel.
    - Par extension : laïc, non relié à l'autorité et/ou l'influence religieuse.

  - Clergé séculier : clergé non régulier ; le clergé séculier regroupe donc les prêtres incardinés dans un diocèse et relevant directement de l'autorité épiscopale, et n'ayant pas fait de vœux religieux.

- Régulier : soumis à une règle de vie, telle que celle des moines.
  - Clergé régulier, vivant suivant la règle d'un ordre religieux, monastique ou autre ;

Les clercs réguliers vivent selon une règle, souvent à l'écart des hommes dans des monastères ou des abbayes. Les clercs séculiers vivent « dans le siècle », parmi les laïcs.
Il ne faut pas, cependant, assimiler régulier à cloîtré : certains ordres réguliers, en particulier les ordres catholiques mendiants (tels les franciscains ou les dominicains) ou apostoliques (tels les jésuites et les nombreux instituts religieux fondés au XIXe siècle), sont des ordres réguliers sans être cloîtrés pour autant. Ils ne vivent pas dans des monastères (n'étant pas moines) mais des couvents et exercent leur ministère sacerdotal « dans le siècle ».

## Sens figuré
Le bras séculier : la puissance de la justice temporelle.